# Richard Dixon (velejador)
Richard Dixon (Sydney, 20 de novembro de 1865 — 14 de novembro de 1949) foi um velejador britânico, campeão olímpico. Ele competiu nos Jogos Olímpicos de Verão de 1908 na classe 7 Metre e conquistou a medalha de ouro na disputa a bordo do Heroine III com Charles Rivett-Carnac, Norman Bingley e Frances Rivett-Carnac. Dixon frequentou a Harrow School e a Royal Military Academy Woolwich antes de se alistar no Exército Britânico em 1885 como tenente dos Royal Engineers.